# シルヴィア・アンダーソン
シルヴィア・ベアトリス・アンダーソン（Sylvia Beatrice Anderson。旧姓トマス、後にブルックス、その後タム（1927年3月25日 - 2016年3月15日））は、イギリスのテレビ番組および映画製作者、脚本家、声優、衣装デザイナー。
1960年から1981年までの三番目の夫ジェリー・アンダーソンと共同製作したテレビ番組『サンダーバード』の製作に関わったことで最もよく知られている。1960年代から1970年代初頭にかけて、テレビシリーズで共同製作および共同での脚本執筆を務めたほか、それぞれの作品での彼女の活躍ぶりはキャラクター設計と衣装デザインに顕れている。彼女は隔週の台詞録音セッションを監督し、加えて多くの女性と子供のキャラクターの声を担当した。特に『サンダーバード』でのレディ・ペネロープとパーカーの生みの親としても知られる。

## 青年時代
シルヴィアは1927年3月25日にイギリス・ロンドンのキャンバーウェルに生まれた。彼女の父親シドニー・トマスはチャンピオン・ボクサーであり、母親であるベアトリス（旧姓アバディーン）は洋服の仕立人であった。
ロンドン・スクール・オブ・エコノミクスを社会学と政治学の学位で卒業した後、ソーシャルワーカーとして働き始めた。最初の夫であるアメリカのゴルフプレイヤーと一緒に暮らすためにアメリカに移住した。アメリカにいる間はジャーナリストとして働いていた。

## 経歴
1955年に娘を連れてイギリスに帰国した。1956年8月17日に地元紙『メイデンヘッド・アドバタイザー』に掲載された求人広告によってシルヴィアは映画製作会社ペンタゴン・フィルムズ社に入ることとなった。ペンタゴン・フィルムズ社はポリテクニック・フィルムズ社を抜け出したジェリー・アンダーソンやアーサー・プロヴィスらが1956年3月に設立した新会社で、ポリテクニック・フィルムズ社と同様に映像制作会社であった。この会社では他社が製作した人形劇『The Adventures of Noddy』のキャラクターを使用したのケロッグ社の宣伝CMを1956年に製作している。

### ジェリー・アンダーソンとの共同製作
ノディのCMを観た作家ロバータ・リーから自身の作品の映像化を依頼されると、1957年夏にジェリー・アンダーソンとアーサー・プロヴィスは新会社APフィルムズを立ち上げた。ここでシルヴィアは母親に借りた100ポンドを出資金に美術スタッフのレッジ・ヒルとカメラマンのジョン・リードとともに会社の株主となり、そして取締役と同等の権限も与えられていた。ここでロバータ・リーの作品『ジ・アドヴェンチャー・オブ・トゥイズル』や『トーチー・ザ・バッテリー・ボーイ』を原作としたテレビ番組の製作を製作することとなり、シルヴィアは製作補佐としてこの番組製作に参加しすることとなった 。彼女は製作業務においてより幅広い役割を果たすこととなる。
シルヴィアとジェリーの二人はチームとして一緒に働き、番組制作時には毎回第一話を共同執筆および共同製作し、その後に各自が得意とする分野にそれぞれ取り掛かった。シルヴィアが登場人物・声優・衣装・会話・プロットラインを、それに対してジェリーが特殊効果とハードウェアを、専門とする傾向があった。
こうしてシルヴィアは『スーパーカー』、『宇宙船XL-5』、『スティングレイ』の三本の30分番組を、構想の面と台詞の面で貢献した。しかし、彼女は30分番組では登場人物の設定や物語をふくらませるのに不十分であると感じ、1時間に拡大するようプロデューサーのルー・グレイドを説得した。
1960年代前半、アンダーソン夫妻は『サンダーバード』のシリーズを共同で製作し、シルヴィアはキャラクターを担当した。彼女はグレイドがこの番組をアメリカに売りたがっていること、そしてそのためにはアメリカの視聴者にアピールできるような番組にしたいと考えていることに気がついていた。そこでイギリス貴族のレディ・ペネロープと彼女の運転手で下町訛りのパーカーの二人を生み出した。
レディ・ペネロープ・クレイトン＝ワードは元覆面捜査官のファッションに敏感な貴族で、シルヴィアの生み出したキャラクターで最も有名な人の一人となった。またシルヴィアはレディ・ペネロープのキャラクターを生み出しただけでなく声も担当した。APフィルムズ社で人形製作を行った人形師メアリー・ターナーはレディ・ペネロープの人形を作る際にシルヴィアの特徴を元にしたが、シルヴィアはすぐには気が付かなかった。1968年『デイリー・ミラー』紙が行ったインタビューでターナーは「魅力的なブロンド〔のモデルとなる人〕を求めていて、〔シルヴィアは〕その当然の人だった」と答えている。
『サンダーバード』の撮影が第5話まで完了した1964年の終わり、シルヴィアはレディ・ペネロープが顔を見せる話がないという指摘を受け、彼女の設定を膨らませた。そこで完成したのがデニス・スプーナーの書いた「死の大金庫」であった。その後アラン・パティロの「ベネロープの危機」、アラン・フェネルの「情報員MI.5」、トニー・バーウィックの「恐怖の空中ファッションショー」などレディ・ペネロープとパーカーが登場し大活躍する話が増えることとなった。
その後、1966年と1968年にはテレビシリーズを元にした映画『サンダーバード 劇場版』と『サンダーバード6号』を製作した。
彼女は共同原案者のジェリー・アンダーソンとともに『謎の円盤UFO』（1969–70）を共同制作し、ここでは番組の衣装の責任者となり、キャスティングの大部分を行った。衣装は「センチュリー21ファッション」製作と毎回オープニングにクレジットされているがシルヴィアがほぼ全てを行った。
ジェリーとシルヴィアの製作上の関係が終わったのと同時に結婚生活も破綻したが、これは1975年の『スペース1999』第1期製作の時期であった。ジェリーは別れる意向を打ち上げパーティの夜に発表し、その後シルヴィアは会社との関係を絶った。この時点までに会社は2回改名し、当時はグループ・スリーの名であった。

### タレント・スカウトと執筆業
1983年に彼女は『Love and Hisses』という小説を出版し、1994年には『アブソリュートリー・ファビュラス』のある一話でレディ・ペネロープの声を担当した。またHBOのロンドンを拠点にしたタレント・スカウトで30年に渡って働いた。
彼女の自伝『メイキング・オブ・サンダーバード――シルヴィア・アンダーソン自伝』（白夜書房、1992年。原題『Yes, M’Lady』）の初版はイギリスで1991年に発行され、改訂版『My FAB Years』は2007年に発行された。ここでは2004年の人間版『サンダーバード』における製作コンサルタントなど、最新の情勢を伝える情報が追加された。
この映画に関してシルヴィアは次のようにコメントしている。「私が個人的にスリルに思っているのは、映画館のスクリーンに、私達の作品のコンセプトを蘇らせるために多大な敬意を払っている点です。万が一私達自身が同じことをやろうとしたら（30年以上やろうとしていた！）、この新しいバージョンでの向上はできなかったかもしれません。この映画は1960年代に映画を作ったチームへの偉大な賛辞であり、このチームこそが何年にも渡ってインスピレーションを与えていたのです。個人的にスリルに思っていることは、映画館のスクリーンで私が生み出したキャラクター達が動いているのを見ることです」。『My FAB Years』は2010年に彼女自身が録音したCDとして2010年に再発行された。

### 晩年の経歴と慈善活動
2013年、シルヴィアは娘でジャズ歌手のディーとともに「The Last Station」という新テレビシリーズのコンセプトに取り掛かった。
2015年、シルヴィアは一時的に『サンダーバード』の世界に戻り、リブート版CGシリーズ『サンダーバード ARE GO』でレディ・ペネロープの大おばであるシルヴィアの声優としてゲスト出演した。
慈善活動家としては、乳がんケアとバーナードーズのものが知られている。

### 表彰
1966年、『サンダーバード』はロイヤル・テレビジョン・ソサエティで銀メダルを受賞した。
2015年、シルヴィアはテレビ制作でのキャリアが認められカートゥーンズ・オン・ザ・ベイ、プルシネラ賞を受けるためにイタリアを訪れた。

### 私生活と死
1946年、シルヴィアはジャック・ブルックスと結婚し、その間にディーが生まれたが、その後離婚。1952年にジョージ・タムと結婚したが、こちらも離婚で終わった。3回目の結婚は1960年のジェリー・アンダーソンとのもので、息子ジェリー・アンダーソン・ジュニアも生まれたが、1981年に離婚した。
シルヴィア・アンダーソンは2016年3月15日に死去。

## 製作に関わったテレビ番組と映画

### テレビ番組

#### APフィルムズ
- ジ・アドヴェンチャー・オブ・トゥイズル（1975–59）：製作補佐
- トーチー・ザ・バッテリー・ボーイ（第1期）（1960）：製作補佐
- ウエスタン・マリオネット 魔法のけん銃（1960）：製作補佐
- スーパーカー（1961–62）：台詞録音監督・声優
- 宇宙船XL-5（1962–63）：声優
- 海底大戦争 スティングレイ（1964–65）：製作補佐・声優
- サンダーバード（1965–66）：キャラクター設計・声優

#### センチュリー21プロダクション
- キャプテン・スカーレット（1967–68）：キャラクター設計・声優
- ジョー90（1968–69）：キャラクター設計・声優
- ロンドン指令X（1969）：キャラクター設計・声優
- 謎の円盤UFO（1970–71）：衣装デザイン

#### グループ・スリー
- プロテクター電光石火（1972–74）：脚本
- スペース1999（第1期）（1975–77）：プロデューサー

#### アニメイツ・フィルム・プロダクションズ
- ジ・アニメイツ（1978）：製作総指揮・脚本・声優[32]

#### ITVスタジオ＆プケコ・ピクチャーズ
- サンダーバード ARE GO （2015）：声優（シルビア・クレイトン＝ワード役）

### 映画
- クロスローズ・トゥ・クライム（1960）：製作補佐・俳優（クレジットなし）
- サンダーバード 劇場版（1966）：共同脚本者・共同製作者・声優
- サンダーバード6号（1968）：共同脚本者・共同製作者・声優
- 決死圏SOS宇宙船（1969）：共同脚本者・共同製作者
- サンダーバード（2004）：制作コンサルタント

### 注
1. ↑  1時間に拡大される前の時期の話であり、ここで撮影が完了していた5話は決してイギリス放送順や推薦順の5話ではない。